# Flishult

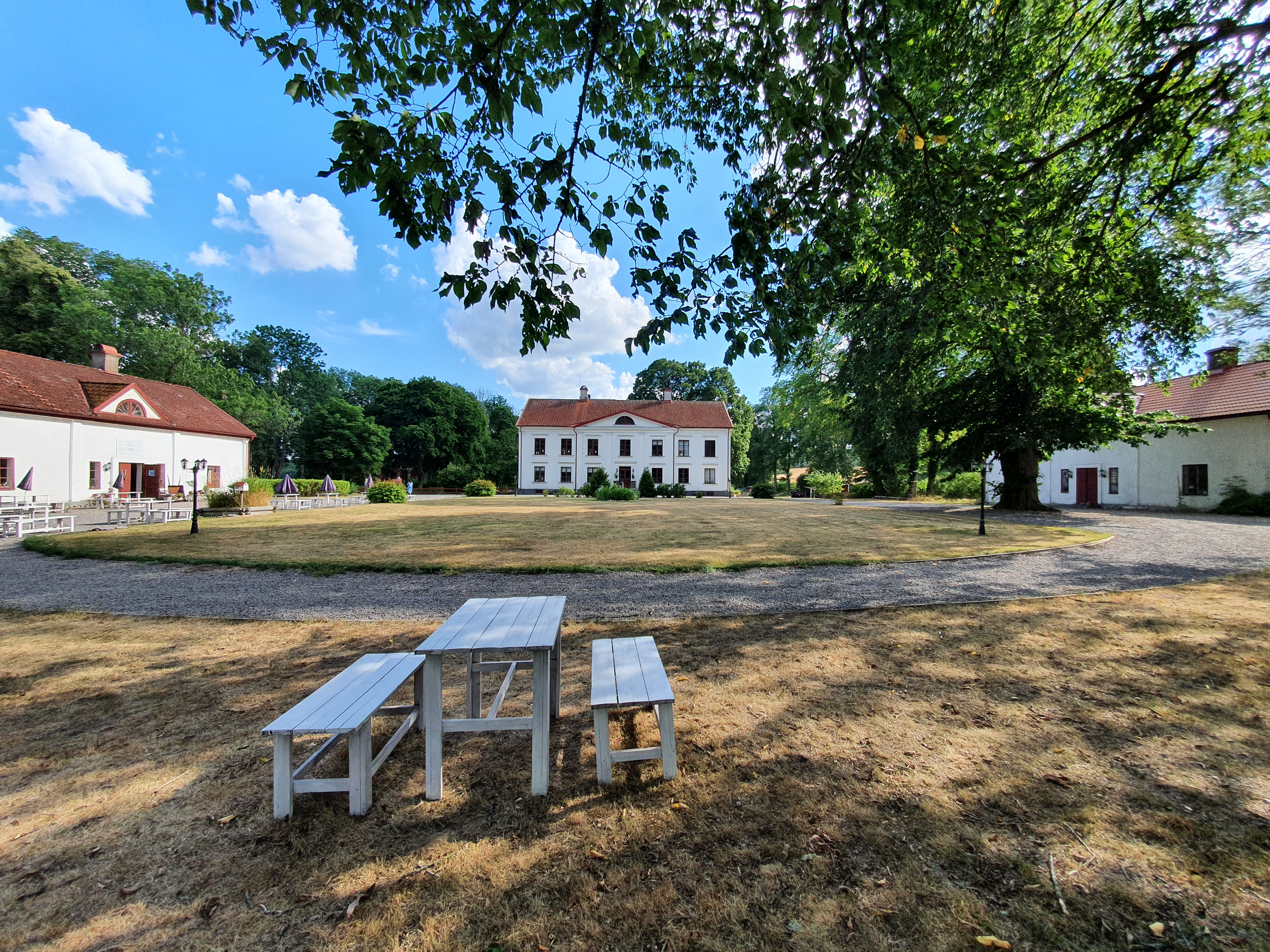
Flishults herrgård

Flishult är en herrgård i Näsby socken i Vetlanda kommun vid sjön Flögens västra strand. En allé leder fram till gårdens huvudbyggnad, ett corps de logi i empirstil uppförd 1851 av dåvarande ägaren J.M. Svensson. Huvudbyggnaden är omgiven av en park med två flyglar som ligger i direkt anslutning till sjön Flögen. Ett äldre sädesmagasin finns på gården. Runt gården ligger vidsträckta öppna fält, där bland annat åkrarna uppe på Kalkaby är framträdande. Kalkaby utgörs av ett större åkerkomplex samt ett par torp, varifrån bara grunderna finns kvar. Sydväst om gården finns ett stort gravfält med två stora rösen. På gården finns ytterligare två gravfält från yngre järnålder.
Under 1500-talet och 1600-talet var Flishult en sätesgård, ägd av en frälseätt med en halv hjort i vapnet, som senare har kommit att kallas Halvhjort av Flishult.
Bland senare ägare märks grosshandlaren Johan August Holmström, vars dotter Nannie gifte sig med Gottfrid Fallenius, innehavare av Boo säteri i samma socken, och son till godsägaren Carl Wilhelm Fallenius på Hällinge säteri.